# IC 4291
IC 4291 — рассеянное звёздное скопление типа II2p в созвездии Центавр. Прямое восхождение — 13 час 36 минут и 56.3 секунды. Склонение −27° 07' 36". Видимые размеры — 4,00' × 4,00'. Видимая звёздная величина — 9,7. Поверхностная яркость — mag/arcmin2. Этот объект входит в число перечисленных в оригинальной редакции нового общего каталога.